# 竹本泰蔵
竹本 泰蔵（たけもと たいぞう、1956年2月19日 - ）は、日本の指揮者。兵庫県神戸市出身、血液型A型。タレントオフィスともだち所属。

## 概要
1977年、カラヤン・コンクール・ジャパンで2位入賞。カラヤンの招きでベルリンにて研鑽を積む。帰国後は全国各地のオーケストラに客演している。現在はクラシック音楽を中心に、映画音楽、ポップス、ゲーム音楽に至るまで幅広いジャンルで活躍し、マイケル・ナイマン、ジョー・リン・ターナー、イングヴェイ・マルムスティーンなど、国内外の著名なアーティストと共演している。

## コンサート
- 札幌交響楽団
- 仙台フィルハーモニー管弦楽団
- 群馬交響楽団
- 東京フィルハーモニー交響楽団
- 日本フィルハーモニー交響楽団
- 新日本フィルハーモニー交響楽団
- 東京都交響楽団
- 神奈川フィルハーモニー管弦楽団
- 名古屋フィルハーモニー交響楽団
- 京都市交響楽団
- 関西フィルハーモニー管弦楽団

など全国各地のオーケストラに客演。

## 録音
- イングヴェイ・マルムスティーン（アーティスト、演奏、作曲）エレクトリックギターとオーケストラのための協奏組曲 変ホ短調：コンチェルト・ライヴ・イン・ジャパン・ウィズ・新日本フィルハーモニー交響楽団 [ライブ]（2002年）
- 奥村愛 （アーティスト、演奏）、マスネ（作曲）、クライスラー（作曲）、ジョプリン（作曲）、竹本泰蔵（指揮）『THE BEST(4)奥村愛【HQCD】 [Limited Edition]』エイベックス・エンタテインメント、2008年12月3日。ASIN B001FOSKWU
- スーパーマリオギャラクシー2（任天堂開発、2010年5月27日に発売されたWii専用ゲームソフト）